# Nicetas Trifilio
Nicetas Trifilio (en griego: Νικήτας Τριφύλλιος) fue uno de los más altos funcionarios del Imperio bizantino durante el reinado de la emperatriz Irene de Atenas, ocupando el cargo de doméstico de las escolas. 

## Biografía
Nicetas aparece por primera vez en una procesión triunfal de Irene de Atenas el lunes de Pascua del 1 de abril de 799. En ese momento ya era doméstico de las escolas (comandante del regimiento de las escolas palatinas) y poseedor de la dignidad de patricio . Nicetas fue uno de los cuatro patrikioi (junto con Bardanes el Turco, Constantino Boilas y el hermano de Nicetas, Sisinio Trifilio) que conducían los cuatro caballos blancos que llevaban el carruaje imperial, papel que los distingue como uno de los más prominentes partidarios de Irene entre los altos dignatarios del Estado.
Un mes más tarde, la salud de Irene empeoró considerablemente, abriéndose el tema de su sucesión. Nicetas (y posiblemente también su hermano) se aliaron al eunuco Aecio con el fin de frenar la influencia del Primer ministro de Irene, Estauracio. Los dos se presentaron ante la emperatriz y lo acusaron de conspirar para tomar el trono. Estauracio escapó de la corte luego de una reprimenda de la emperatriz, pero tomó medidas para reunir apoyo armado para contrarrestar el control de Aecio y Nicetas sobre los altos oficiales del ejército. Las dos fuerzas continuaron en un punto muerto hasta febrero del 800, cuando a Estauracio se le prohibió tener contacto con los militares, mientras que Aecio fue ascendido al puesto de strategos del Thema Anatólico. No obstante de que Estauracio cayó enfermo poco después, sus partidarios lanzaron una rebelión en su nombre en Capadocia. Estauracio, sin embargo, murió el 3 de junio de 800, antes de que la noticia llegara a la capital. La revuelta fue rápidamente sofocada.
A pesar del anterior apoyo de Irene, Trifilio se opuso a las políticas fiscales adoptadas por la emperatriz durante el siguiente año, así como a la creciente influencia de Aecio, quien reemplazó a Sisinio, el hermano de Nicetas, como Strategos de Tracia con su propio hermano León. Él llegó a figurar entre los líderes del derrocamiento de la emperatriz a cargo del logoteta general Nicéforo I, el 31 de octubre de 802. Permaneció en su puesto como doméstico de las escolas hasta su repentina muerte el 30 de abril de 803. Los cronistas imperiales informaron del rumor de que fue envenenado por orden del mismo Nicéforo, pero dada la relación cercana y continua de Nicéforo con Sisinio, esto sería poco probable.